# Leichtathletik-Länderkämpfe mit deutscher Beteiligung 1929
| Leichtathletik-Länderkämpfe mit deutscher Beteiligung 1929 | Leichtathletik-Länderkämpfe mit deutscher Beteiligung 1929 | Leichtathletik-Länderkämpfe mit deutscher Beteiligung 1929 | Leichtathletik-Länderkämpfe mit deutscher Beteiligung 1929 |
| ---------------------------------------------------------- | ---------------------------------------------------------- | ---------------------------------------------------------- | ---------------------------------------------------------- |
|                                                            |                                                            |                                                            |                                                            |
| 1. Länderkampf 1929, Frauen: GER – ENG                     |                                                            |                                                            |                                                            |
| Düsseldorf 17. August 1929                                 | Düsseldorf 17. August 1929                                 | 1. GER 2. ENG                                              | 53,5 P 45,5 P                                              |
| 2. Länderkampf 1929, Männer: GBR – GER                     |                                                            |                                                            |                                                            |
| London 24. August 1929                                     | London 24. August 1929                                     | 1. GER 2. GBR                                              | 8 Siege 4 Siege                                            |
| 3. Länderkampf 1929, Männer: FRA – GER                     |                                                            |                                                            |                                                            |
| Paris 1. September 1929                                    | Paris 1. September 1929                                    | 1. GER 2. FRA                                              | 79 P 66 P                                                  |
| 4. Länderkampf 1929, Männer: SUI – GER                     |                                                            |                                                            |                                                            |
| Zürich 1. September 1929                                   | Zürich 1. September 1929                                   | 1. GER 2. SUI                                              | 83 P 54 P                                                  |
| 5. Länderkampf 1929, Männer: JPN – GER                     |                                                            |                                                            |                                                            |
| Tokio 5./6. Oktober 1929                                   | Tokio 5./6. Oktober 1929                                   | 1. GER 2. JPN                                              | 79,5 P 71,5 P                                              |
| Chronik                                                    |                                                            |                                                            |                                                            |
| ← Länderkämpfe 1928                                        | ← Länderkämpfe 1928                                        | Länderkämpfe 1930 →                                        | Länderkämpfe 1930 →                                        |

1929 gab es fünf Leichtathletik-Länderkämpfe mit deutscher Beteiligung. Das waren zwei mehr als im Vorjahr, eine Erhöhung der Anzahl um vierzig Prozent. Auch die Frauen führten wieder einen Vergleich durch, den einzigen, bei dem das deutsche Team Heimrecht hatte. Sehr spät in der Saison angesetzt war die letzte Begegnung. In Tokio ging es Anfang Oktober gegen Japans Leichtathleten, die zum ersten Mal Gegner einer deutschen Mannschaft waren.
Am ersten Sonntag im September gab es wie schon im 1928 einen Termin, an dem zwei Länderkämpfe gleichzeitig stattfanden. Wieder wurden somit zwei verschiedene Männerteams zusammengestellt, die sich ihren Gegnern Frankreich und der Schweiz erfolgreich stellten.

## Bilanz und Wertungsmodus
Die Bilanz der Länderkämpfe im Jahr 1929 war makellos: Deutschland setzte sich in allen Begegnungen gegen unterschiedliche Gegner durch. Damit hatte das Team am Ende der Saison sechzehn seiner bislang siebzehn Länderkämpfe gewonnen und es hatte nur eine einzige Niederlage gegeben.
Die Regeln zur Punktevergabe hatten sich noch nicht fest eingespielt. So gab es in den verschiedenen Begegnungen unterschiedliche Wertungen.

## Länderkampf der Frauen gegen England
In ihrem zweiten Länderkampf, dem dreizehnten deutschen Vergleich insgesamt, traten die deutschen Frauen zum ersten Mal gegen England an. Dieser einzige Vergleich mit deutschem Heimrecht fand am 17. August in Düsseldorf statt. Deutschland gewann mit 53,5 zu 45,5 Punkten.
Wie in Länderkämpfen mit zwei Nationen üblich war jedes Land in den einzelnen Disziplinen mit zwei Teilnehmerinnen vertreten. In der einzigen Staffel trat aus jedem Land ein Team an. In den Einzelwettbewerben erhielt jede Siegerin vier Punkte, die Zweitplatzierte drei und die Drittplatzierte zwei Punkte. Die Athletin auf dem vierten Rang kam mit einem Punkt in die Wertung. In den Staffeln brachte Platz eins sieben und Platz zwei drei Punkte.

## Länderkampf der Männer gegen Großbritannien
Eine Woche nach dem Frauenländerkampf in Düsseldorf traten die deutschen Männer in ihrem ersten Vergleich des Jahres in London gegen Großbritannien an. Der insgesamt vierzehnte Länderkampf fand am 24. August statt und Deutschland gewann mit acht zu vier Siegen.
Für diese Begegnung hatte man sich mit der Disziplinzusammenstellung und der Wertung etwas Besonderes einfallen lassen. Es wurden vier Staffeln über ungewöhnliche Distanzen mit angloamerikanischen Maßen ausgetragen, dazu gab es die sogenannte olympische Staffel und sogar eine Staffel im Hürdensprint. Außerdem war ein Mannschaftslauf über drei Meilen zu absolvieren. Darüber hinaus traten in sechs technischen Disziplinen zwei Teilnehmer je Nation und Disziplin an.
Im Mannschaftslauf und in den technischen Disziplinen wurden zur Ermittlung des Siegerteams die Leistungen der Teilnehmer ganz einfach addiert, in den Staffeln ergab sich der jeweilige Gewinner im Zieleinlauf. Für den Länderkampf wurden dann die so ermittelten Siege gewertet.

## Länderkampf der Männer gegen Frankreich
Der 1. September war wieder ein Termin, an dem die deutschen Leichtathleten zwei Länderkämpfe absolvierten. In der französischen Hauptstadt Paris ging es gegen Frankreich. In der nun vierten Begegnung der beiden Länder und dem insgesamt fünfzehnten Länderkampf einer deutschen Mannschaft setzte sich Deutschland mit 79 zu 66 Punkten durch.
Die Regeln waren dieselben wie beim letzten Aufeinandertreffen. Jede Mannschaft trat in den Einzelwettbewerben mit je zwei Teilnehmern an. Die Sieger erhielten jeweils fünf Punkte, die Zweitplatzierten jeweils drei und die Drittplatzierten je zwei Punkte. Die Athleten auf dem jeweils vierten Rang kamen noch mit je einem Punkt in die Wertung. In den beiden Staffeln brachte Platz eins drei Punkte und Platz zwei einen Punkt.

## Länderkampf der Männer gegen die Schweiz
Der seit 1921 alljährliche Länderkampf mit der Schweiz war das neunte Aufeinandertreffen der beiden Länder. In diesem Jahr fand die Begegnung am 1. September in der Schweizer Stadt Zürich statt, die zum ersten Mal Gastgeber eines deutschen Länderkampfs war. Da am selben Tag auch der Ländervergleich mit Frankreich ausgetragen wurde, trat Deutschland hier wie 1928 mit einer zweiten Besetzung an. Deutschlands Sieg fiel mit 83 Punkten gegenüber 54 Punkten des Schweizer Teams wieder deutlich aus, wenn auch mit etwas geringerem Abstand als im letzten Jahr.
Die Regeln waren dieselben wie bei den letzten Aufeinandertreffen und wichen damit wie im Vorjahr ab vom Wertungssystem des parallel stattfindenden Länderkampfs mit Frankreich. Jede Mannschaft trat in den Einzelwettbewerben mit je zwei Teilnehmern an. Doch hier erhielten die Sieger jeweils vier statt fünf Punkte, die Zweitplatzierten jeweils drei und die Drittplatzierten je zwei Punkte. Die Athleten auf dem jeweils vierten Rang kamen noch mit je einem Punkt in die Wertung. In den beiden Staffeln brachte Platz eins drei Punkte und Platz zwei einen Punkt.

## Länderkampf der Männer gegen Japan
Spät in der Saison gab es den insgesamt siebzehnten Länderkampf der deutschen Mannschaft, den fünften dieser Saison, der in der japanischen Hauptstadt Tokio gegen Gastgeber Japan ausgetragen wurde. Das asiatische Team war zum ersten Mal Gegner der deutschen Mannschaft. Teil der Veranstaltung waren dieselben dreizehn Einzeldisziplinen wie in den Vergleichen mit Frankreich und der Schweiz. Ungewöhnlich waren die beiden Staffeln, die nicht wie üblich als 4-mal-100- und 4-mal-400-Meter-Staffel, sondern über 4-mal 200 Meter und als sogenannte Schwedenstaffel ausgetragen wurden.
Die Regeln waren dieselben wie beim Aufeinandertreffen mit Frankreich. Jede Mannschaft trat in den Einzelwettbewerben mit je zwei Teilnehmern an. Die Sieger erhielten jeweils fünf Punkte, die Zweitplatzierten jeweils drei und die Drittplatzierten je zwei Punkte. Die Athleten auf dem jeweils vierten Rang kamen noch mit je einem Punkt in die Wertung. In den beiden Staffeln brachte Platz eins drei Punkte und Platz zwei einen Punkt.